# 秦川村
秦川村（はたかわむら）は滋賀県愛知郡にあった村。現在の愛荘町の東半にあたる。

## 地理
- 山岳：秦川山（松尾寺山）
- 河川：宇曽川

## 歴史
- 1889年（明治22年）4月1日 - 町村制の施行により、松尾寺村、斧磨村、岩倉村、竹原谷村、常安寺村、東出村、上蚊野村、北蚊野村、軽野村、安孫子村、円城寺村、西出村、深草村及び目加田村の区域をもって、秦川村が発足する。
- 1955年（昭和30年）4月1日 - 秦川村及び八木荘村が合併して、秦荘町が発足する。

## 行政

### 村役場
合併当初は大字北蚊野1698番地の1に村役場を置いた。
1918年（大正7年）に北蚊野尋常小学校跡（大字北蚊野1698番地）を改装して移転した。

## 交通

### 道路
現在は旧村域に名神高速道路の湖東三山パーキングエリアが所在するが、当時は未開通。

## 名所・旧跡・観光スポット・祭事・催事
- 金剛輪寺（松尾寺）